# Фаародо, Генри
Генри Сэмюэл Луито’о Фаародо Джуниор (англ. Henry Samuel Luito'o Fa'arodo Junior; 5 октября 1982, Хониара, Соломоновы Острова) — соломонский футболист, полузащитник. Экс-капитан сборной Соломоновых Островов.

## Карьера

### Клубная
Начал карьеру в футбольной команде Нельсонского колледжа «Нельсон Сабербс».
Один из немногих футболистов Соломоновых Островов, которые играли в Австралии или Новой Зеландии. После долгого пребывания в Новой Зеландии перешёл в клуб региональной лиги Австралии «Альтона Мэджик».
В 2010 году был куплен в «Хекари Юнайтед». В этом же году клуб выиграл океанскую лигу чемпионов.
В январе 2012 года игрок подписал контракт с «Тим Веллингтон».

### В сборной
Дебют игрока в сборной состоялся на Кубке наций ОФК 2002 в матче против Таити.
Игрок также был в заявке своей команды на Кубок наций ОФК 2012. Там он выходил на поле во всех 5 матчах своей команды.